# Two Flags West
Two Flags West (br Entre Dois Juramentos) é um filme estadunidense de 1950 do gênero Western dirigido por Robert Wise. Roteiro de Casey Robinson de uma história de Frank S. Nugent e Curtis Kenyon.
O filme teve locações em San Ildefonso Pueblo, Novo México e aparecem construções de centenas de anos dos nativos (Tewa) próximas do cenário do Forte Thorn e em Black Mesa.

## Elenco
- Joseph Cotten...Coronel (depois tenente) Clay Tucker
- Linda Darnell...Elena Kenniston
- Jeff Chandler...Maj. Henry Kenniston
- Cornel Wilde...Capt. Mark Bradford
- Dale Robertson...Lem
- Jay C. Flippen...Sargento Terrance Duey
- Noah Beery Jr....Cabo Cy Davis (nos letreiros Noah Beery)
- Harry von Zell...Ephraim Strong
- Johnny Sands...Tenente Adams (nos letreiros John Sands)
- Arthur Hunnicutt...Sgt. Pickens

## Sinopse
No outono de 1864, remanescentes de um regimento confederado de cavalaria da Geórgia são prisioneiros da União em um campo em Rock Island, Illinois. Sob o comando do coronel Clay Tucker, muitos estão doentes e feridos. Percebem uma chance de escapar quando o capitão da União Mark Bradford lhes propõe liberdade em troca deles ajudarem as tropas da União a combaterem os Apaches no remoto Novo México. O major comandante do Forte Thorn, local aonde os confederados são levados, suspeita que os recem-chegados planejam escapar e os hostiliza. Quando tudo estava pronto para a deserção e fuga, o coronel (agora tenente) Tucker recebe ordens de agentes confederados para esperar, havendo informações sobre um plano para apoiarem a criação de uma nova frente da Guerra Civil no Oeste.

## Contexto histórico
O roteirista Frank S. Nugent desenvolveu a trama do filme enquanto escrevia o script de She Wore a Yellow Ribbon em 1948. Durante as pesquisas, Nugent consultou os historiadores  Dee Brown e Martin F. Schmitt, autores de Fighting Indians of the West, sobre os "Galvanized Yankees" ou confederados que se aliaram a União . Nugent submeteu sua história The Yankee From Georgia para a Metro Goldwyn Mayer mas não recebeu resposta. O projeto foi para a Fox que usou o título provisório de Trumpet to the Morn.
O histórico Forte Thorn foi construído em dezembro de 1853 no lado oeste do Rio Grande, próximo de Las Cruces, Novo México (atual Hatch), com a intenção de ser uma defesa contra os índios Apache, inicialmente as tribos dos Mescaleros. O Forte Thorn ficou sendo o final de uma estrada construída em 1856 que cruzava o Arizona vinda do Forte Yuma. Em 1860, o posto deixou de ter uma guarnição permanente.
Em 1861 o Forte foi reocupado quando a Guerra Civil começou e o Texas organizou uma força expedicionária para separar o Novo México do Arizona. As tropas da União deixaram o Forte  Thorn em agosto depois de uma derrota em Mesilla, Novo México. As tropas confederadas ocuparam o local em janeiro de 1862 como patamar de um avanço para o norte mas em abril os confederados foram forçados a recuarem no Novo México. O Forte Thorn voltou a ser um posto militar da União em 4 de julho de 1862.